# Österreichischer Frauen-Fußballcup 2020/21
Der Österreichische Frauen-Fußballcup wurde in der Saison 2020/21 vom Österreichischen Fußballbund wurde schon vor der ersten Cuprunde abgebrochen. Als ÖFB Frauen Cup sollte am 21. März 2021 mit der ersten Runde beginnen. Zum dritten Mal übernahm der Sponsor Sport.Land.NÖ den Bewerb, daher „Sport.Land.NÖ ÖFB Frauen Cup“, und sollte am 19. Juni 2021 beginnen. Aufgrund der COVID-19-Pandemie in Österreich wurde der Bewerb immer wieder verschoben und schließlich abgebrochen.

## Teilnehmende Mannschaften
Für den österreichischen Frauen-Fußballcup haben sich anhand der Teilnahme der Ligen der Saison 2020/21 folgende 32 Mannschaften, die nach der Saisonplatzierung der ÖFB Frauen-Bundesliga 2019/20 und der 2. Liga 2019/20 geordnet sind, qualifiziert. Weiters konnten noch der Landescupsieger, der Landesmeister oder auch Vertreter der Saison 2019/20 teilnehmen.
| ÖFB Frauen-Bundesliga (10) | 2. Liga (10) |
| --- | --- |
| - SKN St. Pölten Frauen (NÖ) - SG Austria Wien/USC Landhaus (W) - SK Sturm Graz (ST) - SV Neulengbach (NÖ) - SKV Altenmarkt (NÖ) - FC Südburgenland (B) - FC Bergheim (S) - SV Horn (NÖ) - FFC Vorderland (V) - FC Wacker Innsbruck (T) | - First Vienna FC Frauen (W) - Sportunion Geretsberg (OÖ) - Carinthians Hornets (K) - Union LUV Graz (ST) - Union Kleinmünchen (OÖ) - Wildcats Krottendorf (ST) - RW Rankweil (V) - FC Altera Porta (W) - Wiener Sport-Club Frauen (W) - SC Neusiedl am See (B) |
| Landescupsieger, Meister oder Meistervertreter aus der Landesliga (12) | |
| - SVg Bleiburg (K) - USVg Großrußbach (NÖ) - DFC Heidenreichstein (NÖ) - SC Melk (NÖ) - FSG Stetteldorf/Großweikersdorf (NÖ) - SV Krenglbach (OÖ)                                                                                       | - TSV Kirchberg (St) - SV Innsbruck (T) - FC Schwoich (T) - SPG FC Stubai/Matrei (T) - FC Dornbirn Damen (V) - FC Mariahilf (W) |
| Erläuterungen Länderkürzel: (B): Burgenland, (K): Kärnten, (NÖ): Niederösterreich, (OÖ): Oberösterreich, (S): Salzburg, (ST): Steiermark, (T): Tirol, (V): Vorarlberg, (W): Wien                                                        | |

| (C) | amtierender Cupsieger 2018/19         |
| (A) | kein Absteiger der Saison 2019/20     |
| (N) | kein Neuaufsteiger der Saison 2019/20 |

## Turnierverlauf

### 1. Cuprunde
Die Spiele der 1. Runde sollten am 21. März 2021 stattfinden.

### 2. Cuprunde
Die Spiele 2. Runde sollten am 18. April durchgeführt werden.

### Viertelfinale
Das Viertelfinale sollte der 16. Mai 2021 sein.

### Halbfinale
Das Halbfinale sollte am 3. Juni 2021 stattfinden.

### Finale
Das Finale sollte am 19. Juni 2021 ausgetragen werden.